# Vĩnh Hảo, Vĩnh Thạnh (Bình Định)
Vĩnh Hảo là một xã thuộc huyện Vĩnh Thạnh, tỉnh Bình Định, Việt Nam.
Xã Vĩnh Hảo có diện tích 156,48 km², dân số năm 2005 là 1.942 người, mật độ dân số đạt 12 người/km².

## Hành chính
Xã Vĩnh Hảo được chia thành 4 đvhc (3 thôn, 1 làng):
- 3 thôn: Định Nhất, Định Tam, Định Trị.
- 1 làng: Tà Điệk.